# Pałac Marmurowy w Poczdamie

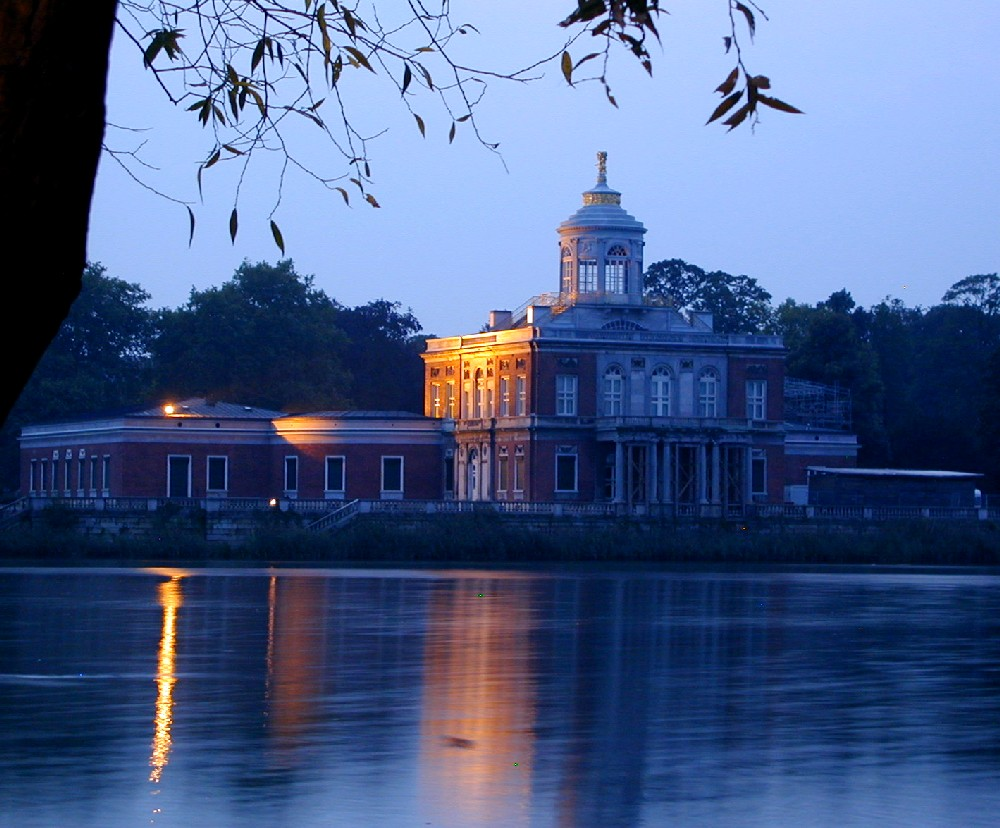
Pałac Marmurowy w Poczdamie

Pałac Marmurowy (niem. Marmorpalais) – wczesnoklasycystyczny pałac na brzegu Jeziora Świętego (niem. Heiliger See) w Nowym Ogrodzie w północnym Poczdamie (Brandenburgia, Niemcy).
Wybudowany w latach 1787–1792 na zlecenie Fryderyka Wilhelma II przez Karla von Gontarda oraz Carla Gottharda Langhansa.
Pałac Marmurowy należy do grupy pałaców i zespołów parkowych w Poczdamie i Berlinie wpisanych w 1990 na listę światowego dziedzictwa UNESCO. Obecnie o pielęgnację i restaurację pałacu troszczy się Fundacja Pruskie Pałace i Ogrody Berlin-Brandenburg (niem. Stiftung Preußische Schlösser und Gärten Berlin-Brandenburg).

## Historia

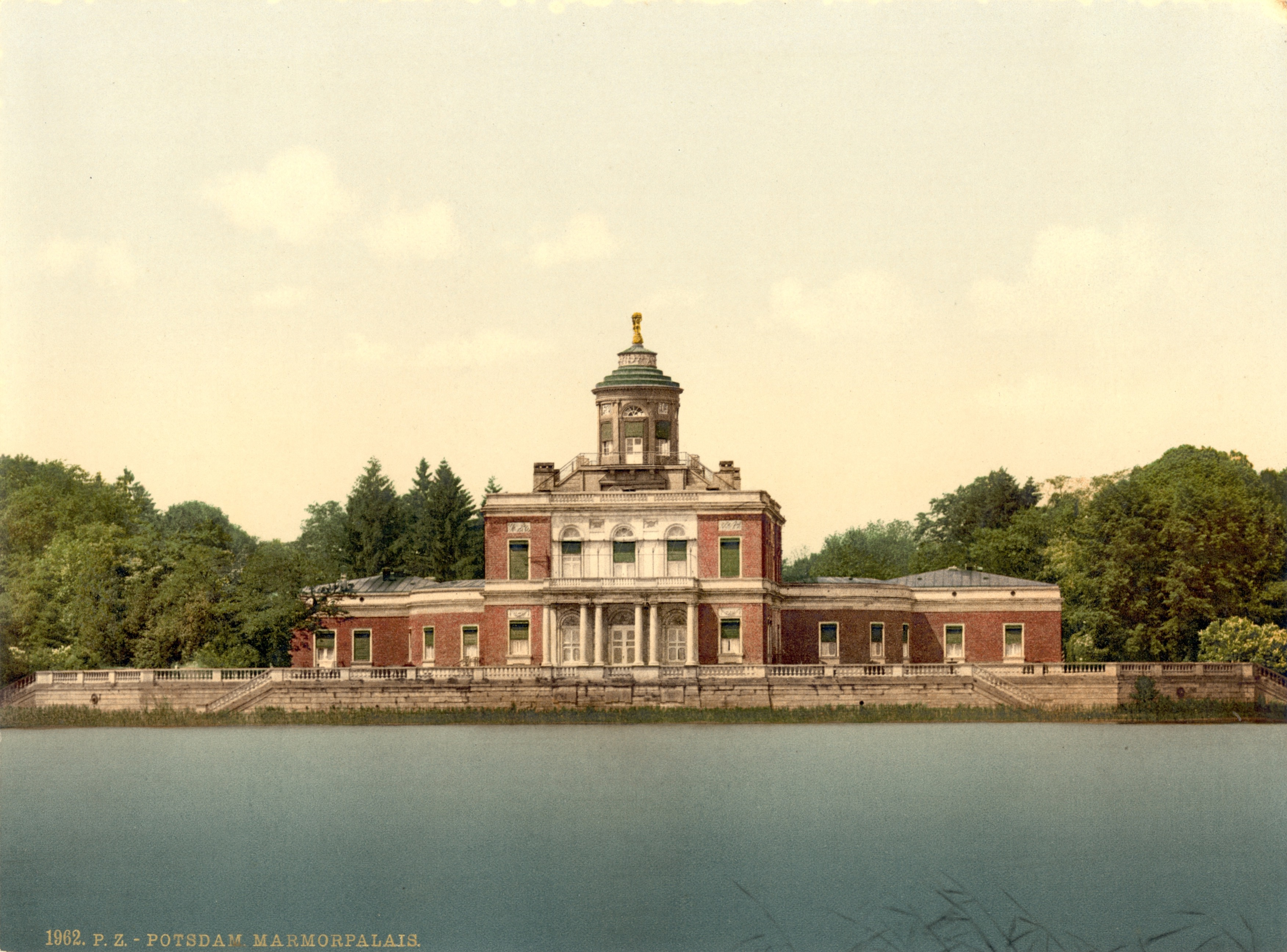
Pałac Marmurowy, ok. 1900

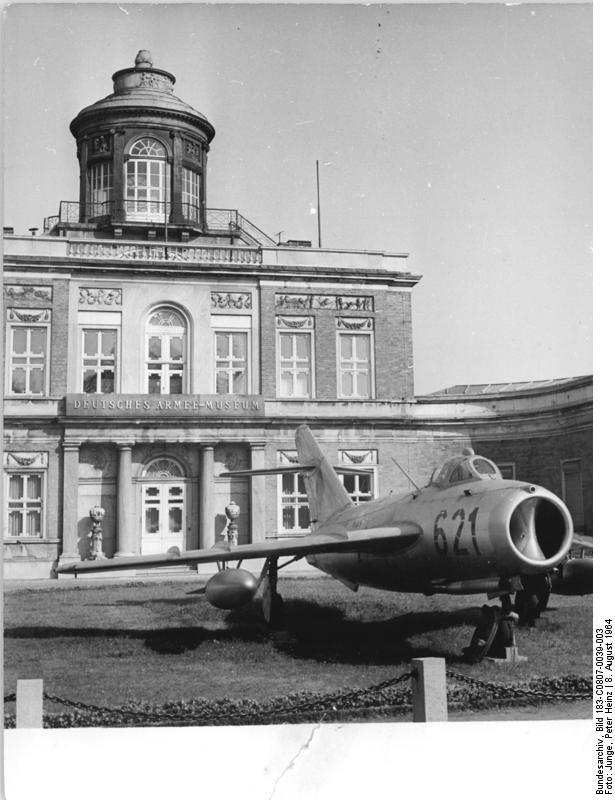
Samolot myśliwski MiG przed Pałacem Marmurowym, 1964

Pałac powstał na zlecenie Fryderyka Wilhelma II, bratanka i następcy bezdzietnego Fryderyka II Wielkiego, jako rezydencja prywatna. W przeciwieństwie do barokowych i rokokowych pałaców Fryderyka Wielkiego, budowlę wzniesiono w nowym wówczas stylu klasycystycznym.
W 1797 rozpoczęto rozbudowę rezydencji według planów Michaela Philipa Boumanna, które przewidywały dodanie dwóch jednopiętrowych skrzydeł bocznych. Ich fasady zdobić miały marmurowe galerie. Niezbędny surowiec uzyskano poprzez przeniesienie marmurowej kolumnady autorstwa Georga Wenzeslausa von Knobelsdorffa z fryderycjańskiej części parku Sanssouci.
Śmierć monarchy w 1797 przerwała prace nad pałacem. Jego syn i następca Fryderyk Wilhelm III dopilnował wykończenia pałacu z zewnątrz.
W latach 30. XIX w. do pałacu wprowadził się książę Wilhelm, późniejszy cesarz Wilhelm I, z małżonką Augustą. Para książęca zamieszkała w pałacu tymczasowo, oczekując na ukończenie prac nad ich nową siedzibą zamkiem Babelsberg (1835–1849). Brat Wilhelma, Fryderyk Wilhelm IV zlecił prace nad urządzeniem wnętrz skrzydeł pałacu Ludwigowi Ferdinandowi Hessemu (1843–1848).
Modernizację pałacu przeprowadzono pod koniec XIX w., kiedy zamieszkał tu wraz z rodziną książę Wilhelm, późniejszy cesarz Wilhelm II (1881–1888). W 1892 urodziła się tu Wiktoria Luiza, jedyna córka Wilhelma II.
W latach 1904–1917 w pałacu mieszkał najstarszy syn cesarza Wilhelma II, kronprinz Wilhelm i jego żona Cecylia, zanim przenieśli się do nowo wybudowanego pałacu Cecilienhof. W 1907 w pałacu urodził się książę Ludwik Ferdynand, głowa rodu Hohenzollernów od 1951 do śmierci w 1994.
Po zakończeniu I wojny światowej i abdykacji Wilhelma II w 1918 majątek Hohenzollernów został skonfiskowany przez rząd. Po uchwaleniu ustawy O ułożeniu stosunków majątkowych pomiędzy państwem pruskim a członkami dawniej panującego pruskiego domu królewskiego 26 października 1926 Pałac Marmurowy przeszedł w posiadanie państwa pruskiego, a następnie pod opiekę utworzonego w 1927 Zarządu Państwowych Pałaców i Ogrodów (niem. Verwaltung der Staatlichen Schlösser und Gärten), obecnej Fundacji Pruskie Pałace i Ogrody Berlin-Brandenburg (niem. Stiftung Preußische Schlösser und Gärten Berlin-Brandenburg). W sierpniu 1932 w pałacu otwarto muzeum wnętrz.
Pałac znacznie ucierpiał pod koniec II wojny światowej – bomba zniszczyła skrzydło północne, a wybuch granatu znacznie uszkodził korpus właściwy. Kolejne szkody powstały po 1946, kiedy w pałacu urządzono kasyno oficerskie Armii Czerwonej. W 1961 w budynku otwarto muzeum wojska niemieckiego (niem. Deutsche Armeemuseum der DDR), gdzie wystawiono broń historyczną, mundury oraz dokumenty. Przed pałacem stanęły armaty, czołg T-34, kuter torpedowy, samolot myśliwski MiG i rakieta. Narodowa Armia Ludowa planowała od 1984 gruntowną renowację budowli, którą rozpoczęto jednak dopiero w 1988, a ukończono w 1990 już po przekazaniu pałacu pod opiekę fundacji Pruskie Pałace i Ogrody Berlin-Brandenburg. Eksponaty militarne usunięto w 1989. Po przeprowadzeniu najpilniejszych prac renowacyjnych pałac został częściowo otwarty dla zwiedzających w 1997. Gruntowną renowację budowli kontynuowano do 2008. Pozostałe części pałacu udostępniono publiczności w 2006.

## Architektura

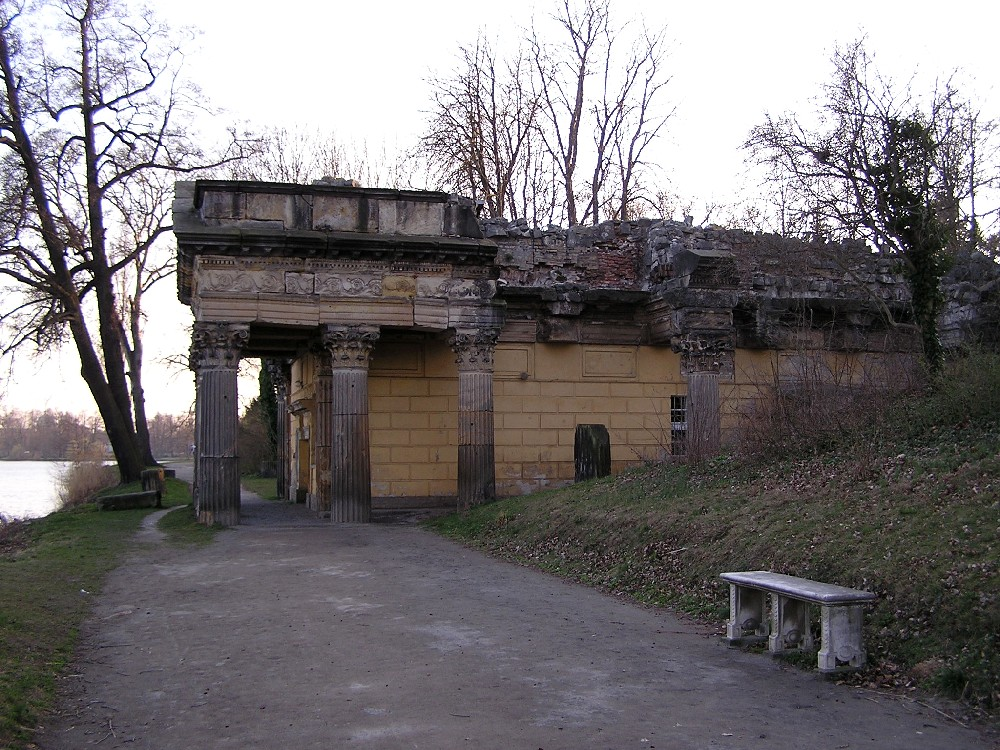
Budynek kuchni pałacowej stylizowany na ruiny świątyni

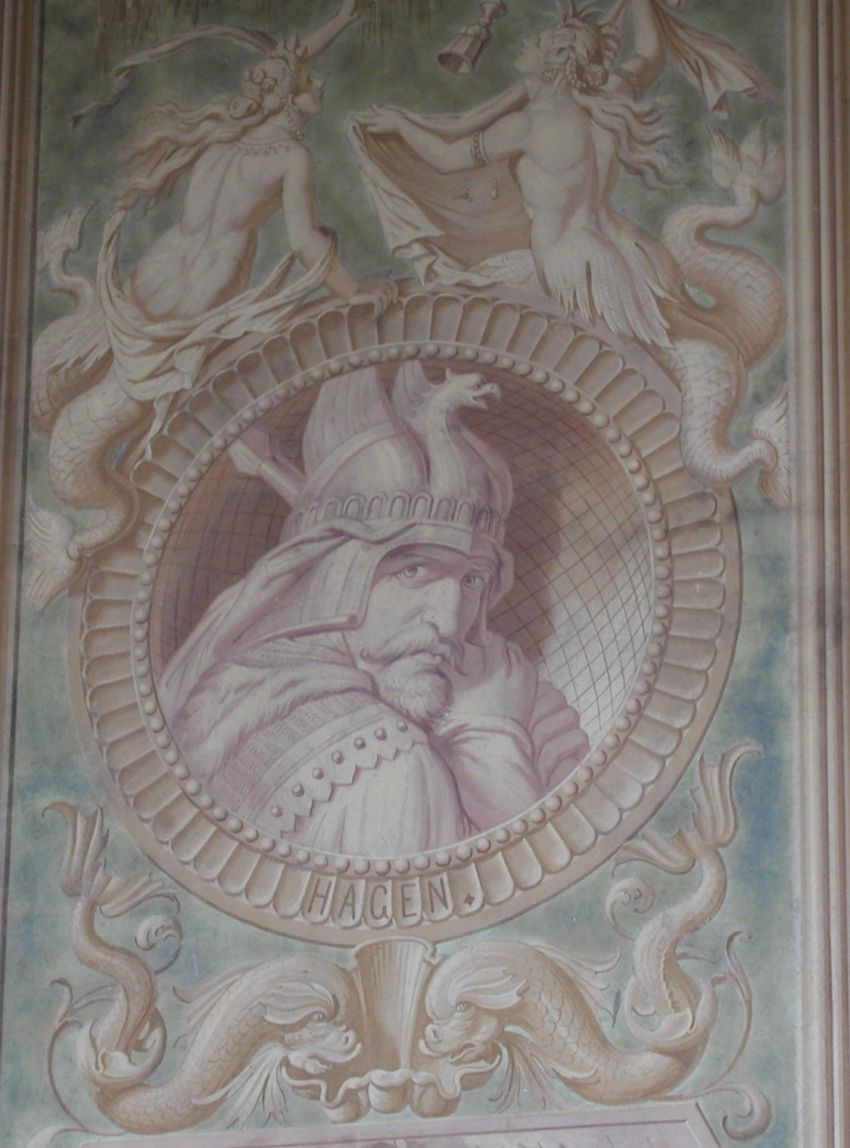
Fresk z cyklu Nibelungów przedstawiający Hagena

### Architektura zewnętrzna
Dwupiętrowy pałac z czerwonej cegły wzniesiono na planie kwadratu. Swoją nazwę zawdzięcza charakterystycznej dekoracji z białego i szarego marmuru, który pochodził z dolnośląskich kamieniołomów na stokach Góry Połom w Wojcieszowie. Na płaskim dachu spoczywa okrągły belweder, skąd roztacza się widok na jezioro i pałac na Pawiej Wyspie.
Na południe od pałacu stoi marmurowy obelisk projektu Langhansa z 1793 ozdobiony medalionami z płaskorzeźbami dłuta braci Wohler przedstawiającymi cztery pory roku.
Nad brzegiem jeziora rozciąga się taras z zejściem do wody. Poniżej znajduje się stylizowany na ruiny rzymskiej świątyni budynek dawnej kuchni pałacowej. Budowlę zaprojektował Carl Gotthard Langhans w latach 1788–1790. Podziemne przejście (80 m) łączyło kuchnię z pałacową jadalnią letnią w Sali Grocie na parterze pałacu. W 1792 nieopodal pałacu stanęła również niewielka piramida, która skrywała piwnicę na lód. Nad wejściem do piramidy umieszczono pozłacane hieroglify, które najprawdopodobniej nawiązują do siedmiu sfer planetarnych towarzystwa różokrzyżowców, do którego od 1781 należał Fryderyk Wilhelm.

### Architektura wnętrz
Projekt pałacowych wnętrz opracował na początku lat 90. XVIII w. Carl Gotthard Langhans. Komnaty zdobią jedwabne wykładziny ścienne, sztukaterie oraz kominki z marmuru z Carrary i antyczne rzeźby zakupione do pałacu – przez architekta Friedricha Wilhelma von Erdmannsdorffa – we Włoszech. Z oryginalnego wyposażenia pałacu zachowała się kolekcja angielskiej porcelany Wedgewood.
Na parterze korpusu właściwego znajduje się westybul, otwierający się na klatkę schodową, za którą mieści się Sala Grota używana w lecie jako jadalnia. W pałacowych skrzydłach urządzono apartamenty królewskie. Na pierwszym piętrze znajduje się sala koncertowa oraz gabinet orientalny zaprojektowany przez Langansa jako namiot turecki.
Na szczególną uwagę zasługują freski przedstawiające sceny z Pieśni o Nibelungach autorstwa Karla Wilhelma Kolbego.